# Judaisme Unit de la Torà

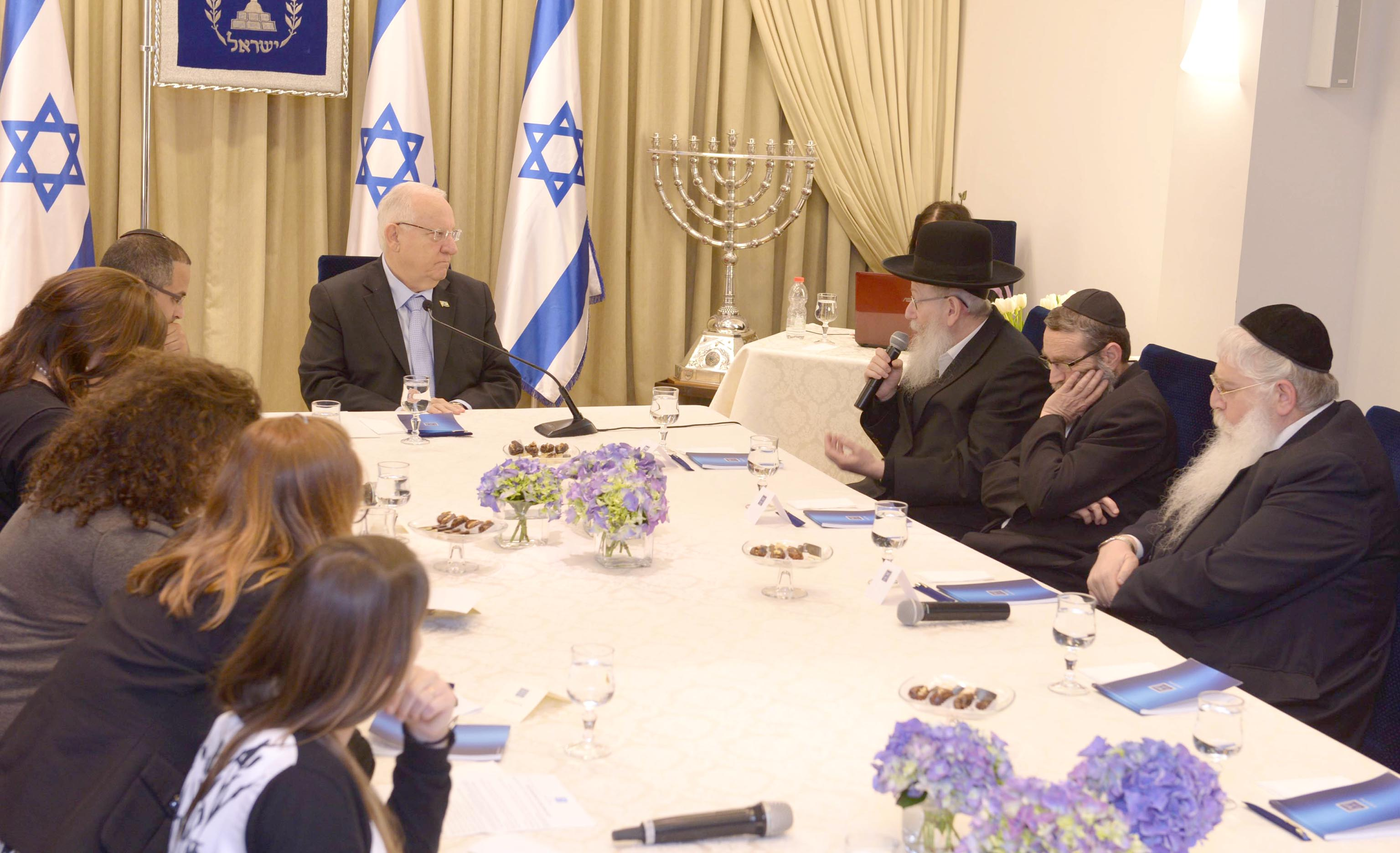
Membres de Judaisme Unit de la Torà amb el president d'Israel Reuven Rivlin després de les eleccions de 2015

Judaisme Unit de la Torà (hebreu: יהדות התורה המאוחדת, Yahadut HaTora‎) és una aliança de Deguel Ha-Torah i Agudat Israel, dos petits partits polítics israelians haredí (ultra-ortodoxos) a la Kenésset. Format el 1992, el seu líder és Yaakov Litzman.
El partit vol mantenir el status quo en relació respecte a la religió i qüestions d'estat. També dona suport a l'augment d'assentaments per drets econòmics, socials i raons de seguretat. El partit no té una opinió uniforme sobre l'increment d'assentaments als territoris palestins.

## Història
Després de les eleccions legislatives d'Israel de 2015, Binyamín Netanyahu formà un nou govern de coalició de Likkud amb la Llar Jueva, Judaisme Unit de la Torà (JUT), Kulanu i Xas, amb el mínim de 61 escons, i Yisrael Beiteinu es va unir a la coalició el maig de 2016.
Després de les eleccions legislatives de 2022 s'incorporà al nou govern de coalició de Netanyahu formada per Likkud, Xas, Partit Nacional Religiós - Sionisme Religiós, Noam, Otzma Yehudit i JUT. però en va sortir el 15 de juliol de 2025 en plena guerra contra Hamàs per l'intent del govern d'aixecar l'excempció de fer el servei militar als estudiants ultraortodoxos.

## Composició
- Agudat Israel agrupa fonamentalment als haredins hassídics i asquenazites.
- Déguel ha-Torà, per la seva part reuneix els ultraortodoxos no hassídics ("lituans") i asquenazites (cal destacar però que en 1988, els hassídics de Belz, que no estaven relacionats amb l'Agudat, però que tanmateix van decidir donar el seu suport al partit).

| Partit | Partit         | Ideologia                | Demogràfic | Líder          | Diputats |
| ------ | -------------- | ------------------------ | ---------- | -------------- | -------- |
|        | Agudat Israel  | Conservadorisme religiós | Hasids     | Yaakov Litzman | 3 / 120  |
|        | Déguel ha-Torà | Conservadorisme religiós | Lituans    | Moshe Gafni    | 4 / 120  |

## Resultats electorals
| Any        | Líder                 | Vots    | %    | Escons  | +/– | Govern      |
| ---------- | --------------------- | ------- | ---- | ------- | --- | ----------- |
| 1992       | Avraham Yosef Shapira | 86.167  | 3,29 | 4 / 120 | 3   | Oposició    |
| 1996       | Meir Porush           | 98.657  | 3,23 | 4 / 120 | =   | Coalició    |
| 1999       | Meir Porush           | 125.741 | 3,80 | 5 / 120 | 1   | Coalició    |
| 2003       | Yaakov Litzman        | 135.087 | 4,29 | 5 / 120 | =   | Oposició    |
| 2006       | Yaakov Litzman        | 147.091 | 4,69 | 6 / 120 | 1   | Oposició    |
| 2009       | Yaakov Litzman        | 147.954 | 4,39 | 5 / 120 | 1   | Coalició    |
| 2013       | Yaakov Litzman        | 195.892 | 5,16 | 7 / 120 | 2   | Oposició    |
| 2015       | Yaakov Litzman        | 210.143 | 4,99 | 6 / 120 | 1   | Coalició    |
| Abril 2019 | Yaakov Litzman        | 249.049 | 5,78 | 8 / 120 | 2   | Anticipades |
| Set. 2019  | Yaakov Litzman        | 268.688 | 6,06 | 7 / 120 | 1   | Anticipades |
| 2020       | Yaakov Litzman        | 274.437 | 5,98 | 7 / 120 | =   | Coalició    |
| 2021       | Moshe Gafni           | 248.391 | 5,63 | 7 / 120 | =   | Oposició    |
| 2022       | Moshe Gafni           | 280.169 | 5,88 | 8 / 120 | 1   | Coalició    |